# Dalai (köping i Kina, Henan)
Dalai (kinesiska: 大赉, 大赉镇) är en köping i Kina. Den ligger i provinsen Henan, i den centrala delen av landet, omkring 120 kilometer nordost om provinshuvudstaden Zhengzhou.
Genomsnittlig årsnederbörd är 689 millimeter. Den regnigaste månaden är juli, med i genomsnitt 209 mm nederbörd, och den torraste är januari, med 3 mm nederbörd.